# Guido Pingoud
Guido Pingoud (* 26. Oktober 1851 in Tarutino, Bessarabien; † 30. Dezember 1914 in Petrograd) war ein russischer lutherischer Geistlicher. Von 1892 bis 1914 war er Generalsuperintendent für den Petersburger Konsistorialbezirk.

## Leben
Guido Pingoud war ein Sohn von Franz Wilhelm Pingoud (1817–1882), der Pastor von Tarutino, einer deutschsprachigen Kolonie in Bessarabien, sowie Oberkonsistorialrat war. Die Familie war während der Napoleonischen Kriege aus Lausanne in der Schweiz nach St. Petersburg gekommen. Von 1864 bis 1870 besuchte er das deutschsprachige Gymnasium in Pernau/Pärnu im Gouvernement Livland. Von 1870 bis 1874 studierte er Mathematik und Evangelische Theologie an der Kaiserlichen Universität Dorpat. In Dorpat schloss er sich dem Theologischen Verein an. 1872 erhielt er für eine Seminararbeit die Goldene Preismedaille. 1875 ging er für weitere Studien nach Deutschland, zuerst an die Universität Leipzig zu seinem Dorpater Kommilitonen Adolf von Harnack, dann an die Universität Göttingen, wo er Albrecht Ritschl hörte. Später wurde Pingoud theologisch konservativer; 1912 wandte er sich öffentlich gegen Harnacks Unterstützung für Gottfried Traub.

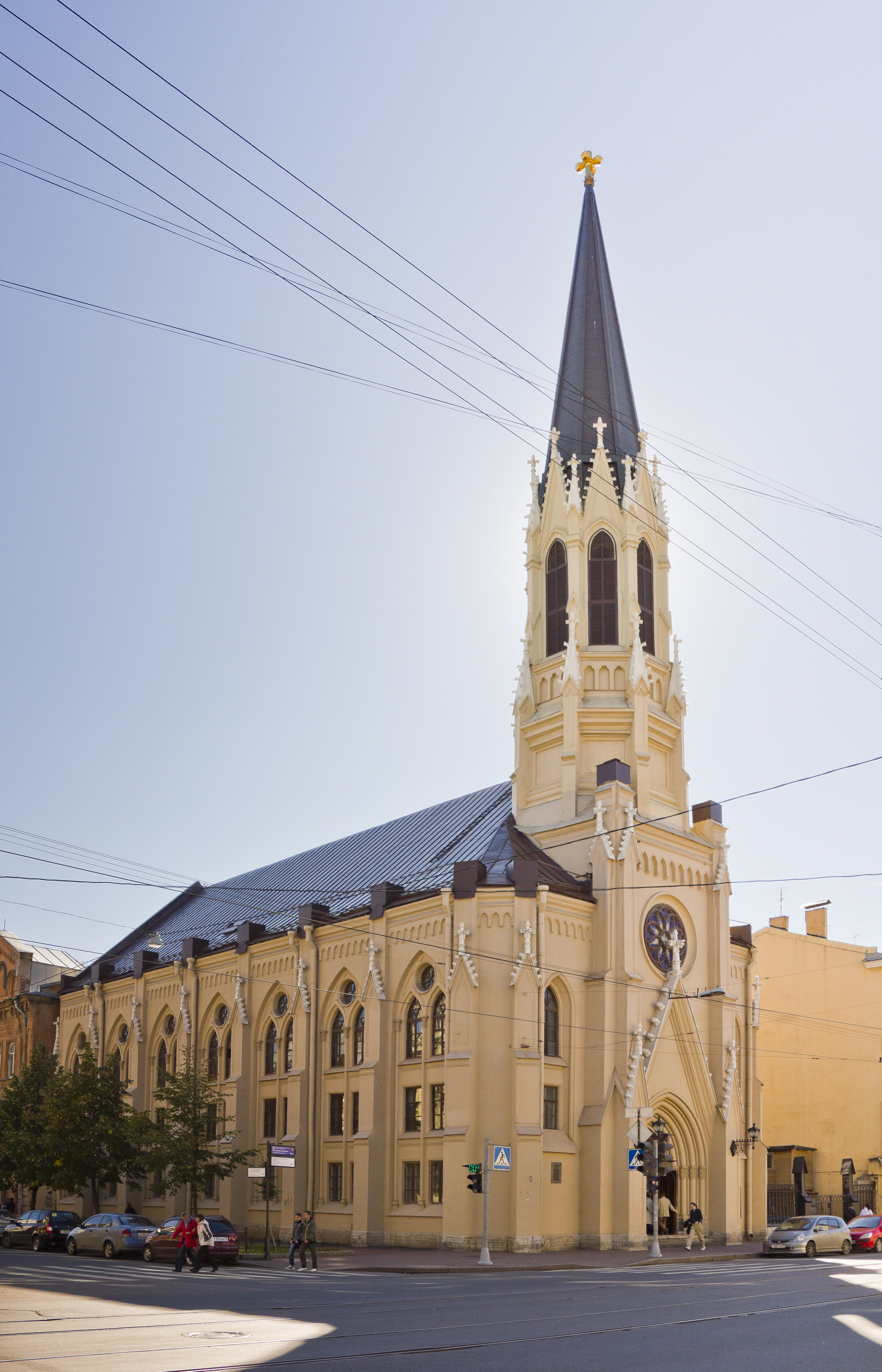
St. Michael (2012)

1878 wurde er zum Pastor ordiniert; seine erste Pfarrstelle erhielt er an der Petersburger St.-Michaels-Kirche auf der Wassiljewski-Insel. 1886 wurde er Direktor der Unterstützungskasse, des wichtigsten Hilfswerks der Lutheraner im Russischen Kaiserreich „vom Eismeer bis zur chinesischen Grenze und vom Baltenmeer bis zu den Inseln des Stillen Ozeans“. Von 1887 bis 1893 war er im Nebenamt Assessor des Petersburger Konsistoriums. 1893 wurde er als Nachfolger von Cornelius Laaland zum Generalsuperintendenten des Petersburger Konsistorialbezirks ernannt. Sein Aufsichtsbezirk umfasste 20 Gouvernements im europäischen Teil des Russischen Reichs und reichte bis auf die Krim. Damit verbunden war er Geistlicher Vizepräsident des Konsistoriums, Präses des evangelischen Siechenhauses, Präsident des Direktoriums des Kolpanaschen Lehrerseminars, Vize-Präsident des Vereins der Schule für Kinder fremdländischer Konfession und Mitglied des Direktoriums des evangelischen Gouvernantenheims. 1897, 1899 und 1911 konnte er im Rahmen von Visitationsreisen seine Heimat in Bessarabien besuchen.
Pingoud galt als hervorragender Prediger. Er starb nach längerem Leiden und wurde auf dem lutherischen Teil des Smolensker Friedhofs beigesetzt.
Seit 1882 war Pingoud verheiratet mit der aus Wiborg stammenden Emilia Maria, geb. Sesemann, einer Cousine von Lydia Sesemann. Zu den Kindern des Paares zählte der Komponist Ernest Pingoud (1887–1942) und die Germanistin Charlotte Pingoud (1889–1950). Der Biochemiker Alfred Pingoud war ein Enkel.

## Werke
- Die Ehescheidungen und die unehelichen Geburten in der evang.-luth. Kirche Russlands, 1834–1884. Riga 1887 (Digitalisat)
- Das fünfzigjährige Jubiläum der Unterstützungs-Kasse für die Evangelisch-Lutherischen Gemeinden in Russland am 17., 18. und 19. Oktober 1909. St. Petersburg: Watsar 1910
- Zum Andenken an Cornelius Laaland, weiland Generalsuperintendant des St.Petersburger Evangelisch-Lutherischen Konsistorialbezirks. St. Petersburg: Eggers 1891
- Unsere Sünden und die Hungersnoth: ein Wort an die Evangelisch-Lutherischen Gemeinde Russlands. St. Petersburg: Eggers 1891
- Entwurf einer Kirchengemeinde- und Synodal-Ordnung für die evangelisch-lutherische Kirche Rußlands. St. Petersburg 1907
- Ueber den Lehr- und Liturgiezwang in der evangelischen Kirche: eine Entgegnung auf die Schrift Professor Harnacks: die Dienstentlassung des Pfarrers Lic. Traub. Riga : Jonck & Poliewsky, 1912
- Die christliche Wahrheit - dargelegt in Predigten für alle Sonn- und Festtage des Kirchenjahres. 1908
- (posthum) Predigten. Herausgegeben von Charlotte Pingoud, Petrograd: Watsar 1915